# 유성녀
유성녀(1983년 12월 11일 ~)는 대한민국의 소프라노 성악가다.

## 방송
- 너의 목소리가 보여 5 (2018) - 뉴이스트W 편 2라운드 탈락
- 로또싱어 (2020) - Top45(28위)

## 음반
- 로또싱어 3회 (2020)

## 수상
- 대한민국을 빛낸 인물 대상 (2016)
- 신지식인문화예술부문 선정 (2016)
- 대한민국 음악 대상 차세대 성악가 선정 (2016)

## 경력
- 중국 북경 아카데미 초빙교수